# Jeleni
Jeleni (lat. Cervidae) su porodica životinja iz reda parnoprstaša (Artiodactyla). Porodica obuhvaća 45 vrsta, između ostalih jelene, srne, sobove i losove, a nastanjuju i Europu. Najupadljivije obilježje ove porodice je rogovlje koje kod različitih vrsta ima vrlo različite oblike, i uglavnom ih imaju samo mužjaci. Rogovi ove porodice bitno se razlikuju od rogova šupljorožaca. Građeni su od koštane supstance, i svake godine rastu iznova, dok su kod šupljorožaca trajni, i neprekidno rastu cijeli život.

## Osobine

### Općenito
Veličina jelena je od vrste do vrste vrlo različita: dužina tijela kreće im se od 0,7 pa do 2,9 metara, visina u ramenima od 30 do 190 centimetara a težina od 7 pa do 800 kilograma. Najveća danas živuća vrsta je los, a najmanja južni pudu. Kod većine vrsta prisutan je spolni dimorfizam, što znači da su mužjaci znatno veći i teži od ženki.
I oblik tijela je različit, pored vitkih tijela, neke vrste su nabijene građe, a noge su uvijek vitke i srazmjerno duge. Rep je uglavnom samo kratki batrljak. Krzno većine vrsta je smeđe ili sivo. Mladunci većine vrsta imaju pjege na krznu, što samo neke vrste zadržavaju i u odrasloj dobi.
Jeleni su biljožderi preživači, pa prema tome imaju i građu probavnog sustava kao i ostali preživači.

### Rogovi
Obilježje mužjaka ove porodice su rogovi koji služe imponiranju ženkama i borbi s drugim mužjacima za pravo na parenje. Pored mužjaka i ženke sobova redovito imaju rogovlje. Rogovi jelena rastu iz koštanih izraslina na čelu životinja (rožišta), i, za razliku od rogova šupljorožaca, prema svojoj građi su prava kost građena od kompaktnog i spongioznog dijela. Oblik rogovlja ovisi o vrsti i starosti životinja. Kod nekih vrsta to su jednostavne, ravne i glatke izrasline, dok su kod drugih vrlo razgranati ili oblikom podsjećaju na lopate. Rogovlje se veličinom i ljepotom poboljšava sa starošću životinje sve do trenutka kada postupno počinje opadati (jelen obični 12. – 14. godina života, srna 7. – 8.)
Za vrijeme rasta, rogovlje je prekriveno kožom (nazvanom "bast") s kratkim dlakama te dobro prožetom živcima, a koja prvenstveno štiti rastuće tkivo od infekcija. Rogovlje u rastu posjeduje vlastiti unutarnji i vanjski krvotok. Kad rogovi dosegnu punu veličinu, započinje proces mineralizacije te bast odumire i biva odbačen kao strano tkivo. Životinje ju tada skidaju struganjem o razno raslinje. Nakon razdoblja parenja, ovisno o kretanju hormona u krvi mužjaci odbacuju rogove i kratko po odbacivanju počinje rast novih. Kod vrsta s određenim razdobljem parenja i gubitak rogova se događa u određeno doba godine (kod srna i mužjaka sobova je to kasna jesen, a ženke sobova i druge europske vrste gube rogove u kasnu zimu ili proljeće). Kod vrsta koje žive u tropima, za ovaj proces ne postoji određeno razdoblje.
Iznimka od ovog pravila su Hydropotes inermis koji uopće nemaju rogove, i sobovi, kod kojih oba spola, kao jedini u ovoj porodici, nose rogove.

### Glava i zubi
Lice jelena je izduženo, a uši velike i uspravne. Suzni kanal (Ductus nasolacrimalis) se grana, na prednjem rubu očne duplje (Orbita) nalaze se dva suzna otvora (Foramina lacrimalia). Ni jedna vrsta nema sjekutiće u gornjoj, ali u donjoj čeljusti ima po tri u svakoj polovici. Kod vrsta koje nemaju (Hidropotes inermis) ili imaju samo malene rogove (potporodica mutnjaka) gornji očnjaci su povećani i izlaze izvan usta, kod ostalih vrsta su vrlo mali ili ih uopće nema. Donji očnjaci liče na sjekutiće. U svakoj polovici čeljusti imaju tri pretkutnjaka i tri kutnjaka s niskim krunama. To znači, da imaju zubnu formulu 0/3, 0-1/1, 3/3 i 3/3, dakle, ukupno 32 do 34 zuba. Kod nekih vrsta zubna formula obuhvaća četiri pretkutnjaka iako prvi u većini slučajeva nedostaje.

### Udovi
Kao kod svih parnoprstaša srednja os noge je između trećeg i četvrtog prsta koji su povećani i jedini dodiruju podlogu. Uopće nemaju prvi prst, a drugi i peti su jako smanjeni, i ne dodiruju podlogu. Stupanj redukcije drugog i petog prsta je važan kriterij kod razlikovanja između potporodica. Kod većine vrsta se između prstiju nalaze mirisne žlijezde.

## Rasprostranjenost i životni prostor
Prirodno područje rasprostranjenosti jelena obuhvaća velike dijelove Euroazije i Amerika. U Africi nastanjuju samo sjeverne dijelove, južno od Sahare ih uopće nema. Ljudi su ih doveli i u područja u kojima nisu živjeli, tako da ih danas ima u Australiji, Novom Zelandu, Novoj Gvineji i na nekim Karipskim otocima.
Jeleni nastanjuju brojna različita staništa. Može ih se naći u pustinjama, travnjacima, močvarama, šumama i u arktičkim tundrama.

## Način života
Neke vrste su samotnjaci, ali većina vrsta živi u grupama čija veličina ovisi o vrsti i okolišu. Česte su haremske skupine u kojima jedan mužjak okuplja više ženki i zajedničko potomstvo i ne podnosi prisutnost drugog konkurentnog mužjaka. To znači da vlada poliginijsko ponašanje u parenju, jedan mužjak pari se s više ženki. U vrijeme parenja, mužjaci se često bore za pravo na parenje. Borbe se vode kljovastim očnjacima (mutnjaci) ili rogovima čiji rast korelira, kao što je već rečeno, s razdobljem parenja. Za sporazumijevanje s pripadnicima iste vrste i obilježavanje vlastitog "područja" koriste se sekretom žlijezda na glavi i između prstiju, no i urinom.
U tropskim područjima parenje se može odvijati cijele godine, dok je u umjerenim područjima uglavnom u jesen ili zimi. Vrijeme trudnoće je najčešće šest do osam mjeseci. Ženka donosi na svijet jedno ili dva mladunca, a ponekad čak i tri ili četiri. Mladunci su potrkušci i obično imaju pjegavo krzno.
Jeleni su biljožderi i hrane se različitim dijelovima bilja, no za razliku od šupljorožaca radije biraju mekše dijelove.

## Jeleni i ljudi

### Korist i ugroza
Ljudi su od pradavnih vremena iz najrazličitijih razloga lovili jelene. Tu spada s jedne strane korist jer se meso jede, a koža i krzno prerađuje. S druge strane, lov često ima i čisto sportske razloge, što pogađa najčešće mužjake koje se odstrijeljuju radi trofejnog rogovlja. Na našim područjima, uvažavajući odredbe srednjeuropskog gospodarenja s divljači trofejno vrijedni mužjaci se odstrjeljuju u kasnijoj životnoj dobi, a odstrjel se planira na temelju razvoja dobne i spolne strukture i redovitih procjena brojnog stanja. Ovdje su odstupanja dopuštena isključivo u granicama koje je odredilo MRRŠiVG. Kao životinje za lov i za parkove, niz vrsta je uvezen u područja izvan njihovih prirodnih područja nastanjivanja.
Nasuprot toj novoj rasprostranjenosti jednih vrsta, stoji opasnost od izumiranja za niz drugih. Nekada je glavnu prijetnju opstanku jelena činio nekontrolirani lov, a danas je to uništavanje i fragmentacija njihovih staništa. Vrsta Schomburgkov jelen istrijebljena je u 20. stoljeću, a jedna druga vrsta, Davidov jelen izbjegla je istu sudbinu zahvaljujući jedino uzgoju u europskim uzgajalištima, no još uvijek ju se smatra krajnje ugroženom. Popis IUCN sadrži četiri vrste u skupini jako ugroženih (endangered), a šest u skupini ugroženih, dok za neke nedostaju pobliži podaci.

### Jeleni u kulturi
Jeleni su utkani u mitologiju i kulturu najrazličitijih naroda. Još u razdoblju paleolitika nastali su spiljski crteži kako životinja tako i ljudi s jelenskim rogovima. Sve stare kulture poznaju neki oblik štovanja jelena. Tako ih se sreće u keltskoj mitologiji, u Staroj Grčkoj, u nordijskoj mitologiji pa zatim i u kršćanstvu.
Izvaneuropske kulture također poznaju i štuju jelene. Tako se pojavljuju u šintoizmu i u mitologiji Indijanaca.

## Sistematika

### Vanjska sistematika
Jeleni su jedna od šest živućih porodica preživača (Ruminantia). Dok je porijeklo svih preživača od zajedničkih predaka gotovo sasvim izvan svake sumnje, odnosi unutar ove grupe nisu sasvim razjašnjeni. Do nedugo su se moškavci i izolirane rašljoroge antilope svrstavali zajedno u natporodicu Cervoidae (jelenolike životinje). Novija molekularnogenetička pokazuju, da jeleni, moškavci i šupljorošci čine kao sestrinske grupe jedan takson. Ovaj novi pogled je još uvijek sporan.

### Unutrašnja sistematika
Jeleni se uglavnom dijele na četiri potporodice koje se između ostalog razlikuju reduciranim prstima, rogovima i detaljima u građi lubanje. 
- Hydropotinae
  - Hydropotes inermis, monotipična vrsta, postoji samo jedna vrsta u potporodici
- Capreolinae
  - Rod Capreolus
    - Europska srna (Capreolus capreolus)
    - Sibirska srna (Capreolus pygargus)

  - Rod Odocoileus
    - Bjelorepi jelen (Odocoileus virginianus)
    - Prerijski bjelorepi jelen (Odocoileus hemionus)

  - Pampaski jelen (Ozotoceros bezoarticus)
  - Močvarni jelen (Blastocerus dichotomus)
  - Rod Mazama, 7 vrsta
  - Rod Pudu, 2 vrste
  - Sob (Rangifer tarandus)
  - Rod Andski jeleni (Hippocamelus), 2 vrste
  - Los (Alces alces)
- Jeleni muntnjaci (Muntiacinae)
  - Rod Muntnjaci (Muntiacus), 11 vrsta
  - Ćubasti jelen Elaphodus cephalophus
- Pravi jeleni (Cervinae)
  - Rod Axis
    - Jelen aksis (Axis axis)
    - Axis porcinus
    - Axis kuhlii
    - Axis calamianensis

  - Rod Cervus
    - Jelen (Cervus elaphus)
    - Jelen sika (Cervus nippon)

  - Jelen lopatar (Dama dama)
  - Davidov jelen (Elaphurus davidianus)
  - Przewalskium albirostris
  - Rod Rucervus
    - Barasinga (Rucervus duvaucelii)
    - Tamin (Rucervus eldii)
    - Schomburgkov jelen (Rucervus schomburgki) †

  - Rod Rusa
    - Jelen princa Alberta (Rusa alfredi)
    - Filipinski jelen (Rusa marianna)
    - Grivasti jelen (Rusa timorensis)
    - Jelen sambar (Rusa unicolor)

Srodnički odnosi između pojedinih potporodica nisu nedvosmisleno razjašnjeni. Molekularnobiološka istraživanja pokazuju neke nešto drugačije srodničke odnose od ovdje prikazanih. No, takva nova sistematika je još sporna i nije općeprihvaćena, stoga je ovdje prikazana tradicionalna podjela.

## Vanjske poveznice
- Deer in the Yard
- Chronic Wasting Disease Information
- The World Deer Group